# Ausinza
Ausinza là một chi bướm đêm thuộc họ Noctuidae.